# 참회 담당 의전 사제
참회 담당 의전 사제(라틴어: canonicus penitentiarius )는 주교좌 성당이나 동료단 성당의 집회 의 구성원이며 교구의 총 고해사제 역할을 한다. 그는 내적 법정 에서 일반적인 관할권을 가지지만, 이 권한은 다른 사람에게 위임 할 수 없으며, 교구 내에서 주민과  외부인, 교구 밖에 있는 교구민에 대한 사죄권과 면벌권을 갖고 있다. 그의 권한은 주교 에게만 유보된 죄와 교정벌에도 적용된다. 이 고해사제의 직무는 참회 규율의 역사의 초창기에 이미 나타나 있다. 이 직무에 관한 입법은 제4차 라테란 공의회 (1215), 특히 트리엔트 공의회 (1545~1563)때에 이루어 졌다.
- This article incorporates text from the 1910 version of the New Catholic Dictionary article "Canon Penitentiary", a publication now in the public domain.